# Dave Filoni
David Christopher Filoni (ur. 7 czerwca 1974) – amerykański reżyser, scenarzysta, producent filmowy, pisarz i animator.
Urodził się i wychowywał w Mt. Liban w Pensylwanii. W 1992 ukończył Mt. Liban High Shool. W 1996 został absolwentem Edinboro University of Pennsylvania. 
W 2008 pracował przy serialu animowanym Gwiezdne wojny: Wojny klonów i przy większości odcinków serii Awatar: Legenda Aanga. Jest również reżyserem kontynuacji Wojen Klonów - serialu Star Wars: Rebelianci. Pracował też przy Iskrze Rebelii. Od maja 2021 jest dyrektorem kreatywnym Lucasfilm. 
Jego znakiem rozpoznawczym jest kapelusz Fedora.

## Filmografia (jako reżyser)
- 2005: Awatar: Legenda Aanga
- 2008: Gwiezdne wojny: Wojny klonów (cała seria)
- 2008: Gwiezdne wojny: Wojny klonów
- 2014: Rebelianci: Iskra Rebelii
- 2014: Star Wars: Rebelianci
- 2019: The Mandalorian (pierwszy i piąty odcinek)[6]
- 2020: The Mandalorian (trzynasty odcinek)